# Walter Schopf
Walter Schopf (* 23. November 1956 in Steyr, Oberösterreich) ist ein österreichischer Gewerkschafter, Politiker (SPÖ). Von 2002 bis 2017 war er mit Unterbrechung Abgeordneter zum Nationalrat.

## Ausbildung und Beruf
Walter Schopf besuchte von 1963 bis 1972 die Pflichtschule und erlernte im Anschluss bis 1976 den Beruf des Maschinenschlossers. Schopf arbeitete bis 1977 als Maschinenschlosser in den Steyr-Werken und leistete von 1977 bis 1978 seinen Zivildienst am BBRZ-Linz ab. Von 1978 bis 1979 besuchte er die Sozialakademie der Kammer für Arbeiter und Angestellte und war ab 1979 Sekretär der Gewerkschaft Metall-Bergbau-Energie. Ab 1988 war er Landessekretär der Gewerkschaft Metall-Textil-Nahrung für Oberösterreich. Mit 1. August 2018 folgte ihm Michael Seemayer als Landessekretär der Gewerkschaft PRO-GE nach.

## Politik
Walter Schopf ist seit 2001 Vorsitzender-Stellvertreter des ÖGB-Landesexekutive Oberösterreich sowie Mitglied der Vollversammlung der Kammer für Arbeiter und Angestellte für Oberösterreich.
Walter Schopf war von 20. Dezember 2002 – 28. Oktober 2013 Mitglied des Nationalrats. Seit 2. September 2014 ist er wieder Mitglied, da er das Mandat der verstorbenen Barbara Prammer übernommen hat. Dem ging eine parteiinterne Diskussion voraus, da die in der SPÖ vorgeschriebene Frauenquote nicht eingehalten wurde. Die auf der Liste hinter Schopf platzierte Parteirebellin Sonja Ablinger hätte gemäß der Meinung der SP-Frauen zum Zug kommen müssen. Der Linzer Bürgermeister Klaus Luger sagte, man habe vorgeschlagen, dass sowohl Schopf als auch Ablinger auf ihre Mandatsansprüche verzichten und stattdessen Fiona Kaiser nachrückt. Ablinger habe dies aber abgelehnt.

## Privates
Walter Schopf ist verheiratet und hat zwei Söhne.

## Auszeichnungen
- Ehrenzeichen des Landes Oberösterreich für Verdienste in der Jugendarbeit
- 2019: Goldenes Ehrenzeichen des Landes Oberösterreich[3]